# Сентябрьский
Сентябрьский — посёлок в Нефтеюганском районе Ханты-Мансийского автономного округа России. Административный центр сельского поселения Сентябрьский. К посёлку относится обособленный объект компрессорная станция КС-5.
Расстояние до административного центра г. Нефтеюганска — 123 км. Рядом с поселением протекает река Малый Балык.
В 8-9 км к востоку от посёлка проходят автодорога Р-404 Тобольск — Нефтеюганск и железнодорожная линия Тобольск — Сургут.

## История
Основан 10 сентября 1971 года. Своё название получил в честь пуска в сентябре в эксплуатацию первой очереди строительства объектов нефтеперекачивающей станции.

## Население
| 2002  | 2008  | 2010  | 2012  | 2013  | 2014  | 2015  |
| ----- | ----- | ----- | ----- | ----- | ----- | ----- |
| 3012  | ↘920  | ↗1505 | →1505 | ↗1546 | ↘1516 | ↗1552 |
| 2016  | 2017  | 2018  | 2019  | 2020  | 2021  |       |
| ↗1569 | ↗1573 | ↘1539 | ↗1542 | ↗1559 | ↗1898 |       |